# Gustaf Engwall
Gustaf Viktor Engwall, född 14 november 1902 i Gävle, död 6 januari 1983 i Hedvig Eleonora församling i Stockholm, var en svensk konsthistoriker.
Gustaf Engwall var son till grosshandlaren Ernst Engwall. Efter studentexamen i Gävle 1921 genomgick han Handelshögskolan i Stockholm där han 1924 avlade ekonomisk examen. Engwall övergick sedan till humanistiska studier vid Uppsala universitet och blev filosofie kandidat där 1931 och 1933 filosofie licentiat i konsthistoria. Först ägnade han sig åt forskningar i fransk 1700-talskonst men ägnade sig senare främst åt modern konst, särskilt den skandinaviska. Han tillhörde 1937 instiftarna av Föreningen för nutida konst, var föreningens intendent och redigerade från 1939 föreningens årspublikation, Nutida konst. Engwall tog initiativet till minnesutställningen över Karl Isakson 1936 och författade biografin Karl Isakson (Bonniers konstböcker, 1936) över honom. Han innehade även flera uppdrag som kommissarie, bland annat vid Franska utställningen i Köpenhamn, Stockholm och Oslo 1938, Dardelutställningen i Stockholm, Bergen och Oslo 1939, Mitt bästa konstverk 1941 och Svenska konstutställningen i Köpenhamn 1942. Engwall är begravd på Gamla kyrkogården i Gävle.